# Lennon (Finisterra)
Lennon é uma comuna francesa na região administrativa da Bretanha, no departamento Finisterra. Estende-se por uma área de 23,07 km². Em 2010 a comuna tinha 811 habitantes (densidade: 35,2 hab./km²).